# Purdilnagar
Purdilnagar è una suddivisione dell'India, classificata come nagar panchayat, di 16.139 abitanti, situata nel distretto di Hathras, nello stato federato dell'Uttar Pradesh.